# Lyngby-Taarbæk
Lyngby-Taarbæk is een gemeente in de Deense hoofdstedelijke regio (Hovedstaden) en telt 55.240 inwoners (2017).
Lyngby-Taarbæk werd bij de herindeling van 2007 niet samengevoegd, maar bleef een zelfstandige gemeente, die bestaat uit Kongens Lyngby, Ulrikkenborg (inclusief Engelsborg), Taarbæk, Virum, Sorgenfri, Lundtofte en Hjortekær.
In Sorgenfri in de  gemeente Lyngby-Taarbæk bevindt zich Marienborg, de ambtswoning van de premier van Denemarken (de 'statsminister'). 

## Stedenbanden
- Askim (Noorwegen)
- Huddinge (Zweden)
- Nuuk (Groenland)
- Seyðisfjörður (IJsland)
- Vantaa (Finland), sinds 1951

Albertslund · Allerød · Ballerup · Bornholm · Brøndby · Dragør · Egedal · Fredensborg · Frederiksberg · Frederikssund · Furesø · Gentofte · Gladsaxe · Glostrup · Gribskov · Halsnæs · Helsingør · Herlev · Hillerød · Høje-Taastrup · Hørsholm · Hvidovre · Ishøj · København · Lyngby-Taarbæk · Rødovre · Rudersdal · Tårnby · Vallensbæk
- International Standard Name Identifier: 0000 0004 0429 7868
- Library of Congress Control Number: n81109097
- MusicBrainz: 8b08cfbb-1f23-4468-931d-18c56380a29d
- Nationale Bibliotheek van Israël: 987007555167105171
- Virtual International Authority File: 151282977